# The Sun Also Rises

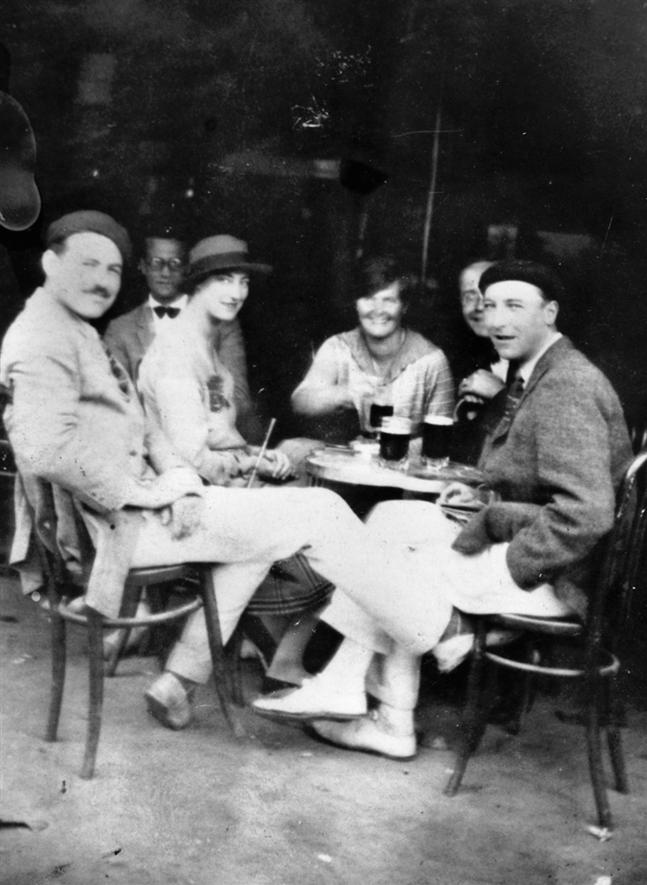
Hemingway (esquerda), com Harold Loeb, Lady Duff Twysden (de chapéu), Hadley Richardson, Donald Ogden Stewart (obscurecidos) e Pat Guthrie (canto à direita) num café de Pamplona, Espanha, em julho de 1925. Twysden, Loeb e Guthrie inspiraram as personagens Brett Ashley, Robert Cohn e Mike Campbell em The Sun Also Rises.

The Sun Also Rises, publicado no Brasil com o título O Sol Também se Levanta e em Portugal com O Sol Nasce Sempre (Fiesta), é um romance do escritor estadunidense Ernest Hemingway, publicado em 1926.
O Sol também se levanta gira em torno de de um grupo de expatriados sediados em Paris, inspirado no próprio círculo de escritores e artistas frequentado por Hemingway. O grupo incluía Gertrude Stein, Ezra Pound, Pablo Picasso e F. Scott Fitzgerald representantes da geração pós-guerra, uma geração perdida que vagava por Paris sem transformar nada, mas cheia de ambição. Escrito originalmente em 1926 e publicado em 1927, The Sun Also Rises foi o primeiro romance de Hemingway, sendo considerado pela crítica como uma das suas obras principais. 

## Sinopse
O livro retrata o cotidiano de um grupo de expatriados boêmios, ingleses e norte-americanos, após o término da Primeira Guerra Mundial. A ação se desenrola nas cidades de Paris e Pamplona, durante as Festas de São Firmino.
O estadunidense Jacob Barnes é o protagonista e narrador da história. Conhecido como Jake, ele trabalha como repórter em Paris.  Jake volta impotente da guerra e acaba se apaixonando por Lady Brett Ashley, mulher de personalidade fútil, que trata os homens como simples objetos e envolve-se com vários deles, apesar de ser comprometida.
Hemingway criou tipos humanos complexos para The Sun Also Rises, representando assim uma geração contaminada pela ironia e pelo vazio diante da vida, com seus valores morais destruídos pela guerra e irremediavelmente perdidos. Temas como a solidão e a morte, os preferidos do escritor, são explorados de forma brilhante.